# Donkamokam
Donkamokam è una suddivisione dell'India, classificata come town committee, di 8.144 abitanti, situata nel distretto di Karbi Anglong, nello stato federato dell'Assam. In base al numero di abitanti la città rientra nella classe V (da 5.000 a 9.999 persone).

## Società

### Evoluzione demografica
Al censimento del 2001 la popolazione di Donkamokam assommava a 8.144 persone, delle quali 4.240 maschi e 3.904 femmine. I bambini di età inferiore o uguale ai sei anni assommavano a 1.315, dei quali 694 maschi e 621 femmine. Infine, coloro che erano in grado di saper almeno leggere e scrivere erano 4.703, dei quali 2.714 maschi e 1.989 femmine.